# ミップスター
ミップスター（英: Mipster）は、ムスリムと、ファッションや映画などについての情報通を意味するヒップスター（英: hipster/hipsterz）からなる造語であり、2012年にニューヨークのある友人同士のグループが冗談で自分たち自身のことをムスリムのヒップスターと呼んだことに由来する。また、ミップスターは集団としてミップスターズ（英: Mipsterz）と呼ばれる。

## 起源
ミップスターに対する関心が高まったきっかけは、アメリカ・ロサンゼルスで撮影された1本の動画である。2013年12月、主にYouTubeに動画を投稿しているSheikh & Bake Productionsは、“Mipsterz: Somewhere in America”>というタイトルの約2分の動画を公開した。ジェイ・Zの「Somewhere in America」に乗せて、ヒジャブを被った若い女性が、様々なスポーツをしたり、カメラにポージングしたり、同世代の女性がするようなことを好んで行っている様子を捉えている。このビデオの中にみられるようにファッショナブルで、特に、若いムスリム女性をミップスターと表現している。

## 社会的メッセージ
“Mipsterz: Somewhere in America”は、公開後すぐに大きな議論を呼び起こした。このビデオは、ムスリム社会に議論を呼び起こそうという製作者のうちの一人の意図によるものであると同時に、ムスリム女性に関する声明のアメリカ社会への提示も意味していた。動画はアメリカで育ったムスリム女性の実生活の一部を捉えている。この動画を通じて、従順、内気、内向的といったムスリム女性に対する固定観念の打破を、また、アメリカメディアがムスリム女性に持つ憂鬱そうなイメージの払拭も目指している。